# رباعي هيدرو البيران
رباعي هيدرو البيران هو مركب عضوي حلقي غير متجانس وغير مشبع له الصيغة الكيميائية C5H10O، ويرمز له اختصاراً THP.
يتألف المركب بنيوياً من حلقة سداسية حاوية على ذرة أكسجين وعلى رابطة مضاعفة واحدة، وهو قريب في بنيته من مركب البيران وثنائي هيدرو البيران. يسمى المركب نظامياً أكسان oxane.

## التحضير
يحضر رباعي هيدرو البيران من هدرجة ثنائي هيدرو البيران باستخدام حفاز من نيكل راني.

## الخواص
يوجد رباعي هيدرو البيران في الشروط القياسية على شكل سائل عديم اللون، وهو سريع الاسترطاب. يوجد THP في أخفض طاقة له على هيئة الكرسي.
يعد هيكل رباعي هيدرو البيران أساساً في العديد من مركبات البيرانوز الهيدروكربونية.

## الاستخدامات
يدخل رباعي هيدرو الفوران في آلية استخدام ثنائي هيدرو البيران على شكل مجموعة حماية لمركبات الكحولات في التفالعات العضوية.
يعالج الكحول مثلاً بثنائي هيدرو البيران (THP) وبارا-تولوين حمض السلفونيك (TsOH) في وسط من ثنائي كلورو الميثان عند درجة حرارة معتدلة.

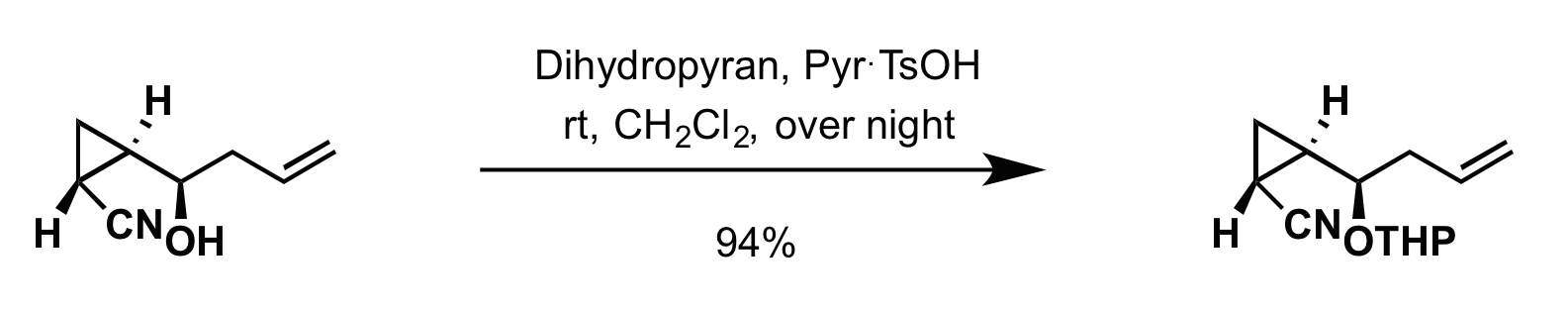

## اقرأ أيضاً
- بيران
- ثنائي هيدرو البيران